# Втори видински сборник
Вторият видински сборник („Разкази и разсъждения“) е компилация от басни и нравоучителни разкази, съставена от Софроний Врачански във Видин през 1802 година. Този сборник е основното съчинение на Софроний с предимно светско съдържание, наред с автобиографията му „Житие и страдания грешнаго Софрония“.
Макар и останал неотпечатан, той оказва значително влияние върху българската литература през следващите десетилетия, като жанрът на кратките дидактични форми е доразвит от автори като Петър Берон, Неофит Бозвели, Неофит Рилски, Райно Попович, Константин Огнянович.